# جون أوتاكا
جون تشوكوودي أوتاكا (بالإنجليزية: John Utaka)‏، من مواليد 8 يناير 1982 في ليغوغنو في نيجيريا، لاعب كرة قدم نيجيري، يلعب في مركز الهجوم في النجوم المصري.

## المسيرة الاحترافية
بدأ مسيرته باللعب لنادي إينوجو رينجرز المحلي في نيجيريا، انتقل للدوري المصري عبر بوابة نادي المقاولون العرب، لعب في النادي الإسماعيلي المصري وأحرز بطولة الدوري والكأس، احترف بعدها في نادي السد القطري لموسم واحد 2001–02، انتقل للاحترف في فرنسا في نادي لنز، وانتقل بعدها لنادي رين، وبعدها احترف في إنجلترا في نادي بورتسموث، قبل أن يعود للدوري الفرنسي عبر نادي مونبيلييه والذي أحرز معه بطولة الدوري الفرنسي موسم 2011–12 بعد إحرازه هدفين حاسمين في المرحلة الأخيرة للبطولة.

## المسيرة الدولية
و هو يلعب مع منتخب نيجيريا لكرة القدم منذ عام 2002، شارك في بطولتي كأس العالم 2002 و2010، وشارك كذلك في ثلاثة نسخ من بطولة كأس أمم أفريقيا أعوام 2004، 2006 و2008.

## روابط خارجية
- جون أوتاكا على موقع الاتحاد الدولي (مؤرشف)  (الإنجليزية)
- جون أوتاكا على موقع اتحاد تركيا (لاعب) (الإنجليزية)
- جون أوتاكا على موقع رابطة كرة القدم الفرنسية للمحترفين (الإنجليزية)
- جون أوتاكا على موقع قاعدة بيانات كرة القدم.إي يو (الإنجليزية)
- جون أوتاكا على موقع بيانات كرة القدم. دي إي (الألمانية)
- جون أوتاكا على موقع ناشيونال فوتبول تيمز (الإنجليزية)
- جون أوتاكا على موقع Soccerbase.com (لاعب) (الإنجليزية)
- جون أوتاكا على موقع Soccerway.com (الإنجليزية)
- جون أوتاكا على موقع عالم كرة القدم.نت (الإنجليزية)
- جون أوتاكا على موقع كووورة